# Élections régionales de 2002 en Saxe-Anhalt
Les élections régionales de 2002 en Saxe-Anhalt (en allemand : Landtagswahl in Sachsen-Anhalt 2002) se tiennent le 21 avril 2002, afin d'élire les 99 députés de la 4e législature du Landtag, pour un mandat de quatre ans. Du fait de la loi électorale, 115 députés sont finalement élus. 
Le scrutin est marqué par la victoire de la CDU à la majorité relative et par la déroute du SPD du ministre-président Reinhard Höppner, relégué à la troisième place des forces politiques. Le chef de file de la CDU Wolfgang Böhmer est ensuite investi ministre-président à la tête d'une « coalition noire-jaune ».

## Contexte
Aux élections régionales du 26 avril 1998, le SPD du ministre-président Reinhard Höppner devient, pour la seule fois de son histoire, la première force politique de Saxe-Anhalt. Avec 35,9 % des voix, il établit également son record historique régional en fait élire 47 députés sur 116.
Il détrône donc la CDU de Christoph Bergner, le prédécesseur de Höppner. Celle-ci s'effondre au plus bas de son histoire dans le Land avec seulement 22 % des suffrages exprimés et 28 parlementaires. Elle est suivie de très près par le PDS, qui apporte depuis 1994 un soutien sans participation à Höppner. Il réunit en effet 19,6 % des voix, ce qui lui donne 25 sièges. En outre, l'extrême droite perce avec la DVU, qui parvient à totaliser 12,9 % des exprimés et 16 élus.
Les Grünen, partenaires du SPD depuis 1994, perdent leur représentation avec à peine 3,3 % des voix. Ils sont devancés par le FDP qui rassemble 4,2 % et échoue donc à faire son retour au Landtag.
Höppner est ensuite investi pour un second mandat et forme un cabinet monocolore toléré par le PDS, dans lequel la ministre du Travail Gerlinde Kuppe est vice-ministre-présidente.

## Mode de scrutin
Le Landtag est constitué de 99 députés (en allemand : Mitglied des Landtags, MdL), élus pour une législature de quatre ans au suffrage universel direct et suivant le scrutin proportionnel de Hare.
Chaque électeur dispose de deux voix : la première (en allemand : Personenstimme) lui permet de voter pour un candidat de sa circonscription selon les modalités du scrutin uninominal majoritaire à un tour, le Land comptant un total de 49 circonscriptions ; la seconde voix (en allemand : Parteienstimme) lui permet de voter en faveur d'une liste de 99 candidats présentée par un parti au niveau du Land.
Lors du dépouillement, l'intégralité des 99 sièges est répartie proportionnellement aux secondes voix, entre les partis ayant remporté 5 % des voix au niveau du Land. Si un parti a remporté des mandats de circonscription, les sièges qui lui ont été précédemment attribués sont d'abord pourvus par ceux-ci.
Dans le cas où un parti obtient moins de mandat de circonscription que la proportionnelle ne lui en attribue, sa représentation est complétée par les candidats issus de la liste présentée au niveau du Land ; s'il en obtient plus, la taille du Landtag est augmentée jusqu'à rétablir la proportionnalité.

## Campagne

### Principaux partis
| Parti | Parti                                                                              | Chef de file                          | Résultat de 1998           |
| ----- | ---------------------------------------------------------------------------------- | ------------------------------------- | -------------------------- |
|       | Parti social-démocrate d'Allemagne Sozialdemokratische Partei Deutschlands         | Reinhard Höppner (Ministre-président) | 35,9 % des voix 47 députés |
|       | Union chrétienne-démocrate d'Allemagne Christlich Demokratische Union Deutschlands | Wolfgang Böhmer                       | 22,0 % des voix 28 députés |
|       | Parti du socialisme démocratique Partei des Demokratischen Sozialismus             | Petra Sitte                           | 19,6 % des voix 25 députés |

## Résultats

### Voix et sièges
|                                   | Union chrétienne-démocrate d'Allemagne (CDU)  | Union chrétienne-démocrate d'Allemagne (CDU)  | 442 312   | 38,20 | 48        | 46            | 433 521   | 37,34 | 0  | 48  | 20            |  |  |  |
|                                   | Parti du socialisme démocratique (PDS)        | Parti du socialisme démocratique (PDS)        | 243 385   | 21,02 | 0         | en stagnation | 236 484   | 20,37 | 25 | 25  | en stagnation |  |  |  |
|                                   | Parti social-démocrate d'Allemagne (SPD)      | Parti social-démocrate d'Allemagne (SPD)      | 247 020   | 21,33 | 1         | 46            | 231 732   | 19,96 | 24 | 25  | 22            |  |  |  |
|                                   | Parti libéral-démocrate (FDP)                 | Parti libéral-démocrate (FDP)                 | 151 886   | 13,12 | 0         | en stagnation | 154 145   | 13,28 | 17 | 17  | 17            |  |  |  |
|                                   | Parti de l'offensive de l'État de droit (PRO) | Parti de l'offensive de l'État de droit (PRO) | 0         | 0,00  | 0         | en stagnation | 52 589    | 4,53  | 0  | 0   | en stagnation |  |  |  |
|                                   | Alliance 90 / Les Verts (Grünen)              | Alliance 90 / Les Verts (Grünen)              | 23 773    | 2,05  | 0         | en stagnation | 22 696    | 1,95  | 0  | 0   | en stagnation |  |  |  |
|                                   | Autres                                        | Autres                                        | 49 490    | 4,27  | 0         | en stagnation | 29 818    | 2,57  | 0  | 0   | en stagnation |  |  |  |
|                                   | Union populaire allemande (DVU)               | Union populaire allemande (DVU)               | 0         | 0,00  | 0         | en stagnation | 0         | 0,00  | 0  | 0   | 16            |  |  |  |
|                                   |                                               |                                               |           |       |           |               |           |       |    |     |               |  |  |  |
| Votes valides                     | Votes valides                                 | Votes valides                                 | 1 157 866 | 97,23 |           |               | 1 160 985 | 97,49 |    |     |               |  |  |  |
| Votes blancs et nuls              | Votes blancs et nuls                          | Votes blancs et nuls                          | 32 965    | 2,77  | 29 846    | 2,51          |           |       |    |     |               |  |  |  |
| Total                             | Total                                         | Total                                         | 1 190 831 | 100   | 49        | en stagnation | 1 190 831 | 100   | 66 | 115 | 1             |  |  |  |
| Abstentions                       | Abstentions                                   | Abstentions                                   | 918 597   | 43,55 |           |               | 918 597   | 43,55 |    |     |               |  |  |  |
| Nombre d'inscrits / participation | Nombre d'inscrits / participation             | Nombre d'inscrits / participation             | 2 109 428 | 56,45 | 2 109 428 | 56,45         |           |       |    |     |               |  |  |  |